# 終止符 ピリオド
『終止符 ピリオド』（ピリオド、Borkmanns punkt）は、ホーカン・ネッセル著による架空の国を舞台にした警察小説である。本書はスウェーデン推理小説アカデミーの1994年度最優秀推理小説賞受賞作品である。

## あらすじ
6月28日の早朝カールプリンゲン市の駅裏で麻薬常習の犯罪者ハインツ・エッガースが頸部を鋭利な斧のような刃物で切られ死亡しているのが発見された。現場に残された物的証拠も目撃者も無く捜査は難航していた。
8月31日夜、不動産会社の社長で街の名士であるエルンスト・ジンメルが飲んだ帰りに自宅へ向かう途中でエッガースの場合に使用されたものと同様の凶器を使用して殺害された。連続殺人と思われるこの事件の捜査にマールダム市警察の刑事部長ファン・ミューテレンが応援に派遣された。捜査を指揮するカールプリンゲン市警察のバウゼン署長の退官の時期が迫る中、2人の被害者のこれといった共通点も見つからず、捜査は手詰まりの状態となっていた。
9月10日、整形外科医のモーリス・リューメが自宅で殺害されているのが発見された。前の2件と同様に頸部に傷を負っていた他に背中に凶器の精肉用の大きな包丁が突き立てられていた。凶器が残されていたことから一連の連続殺人の最後と思われたが、今回も目撃者はおらず犯人に繋がる情報はなかった。
マールダム市警察から応援にフェーテレンの部下のミュンスターが派遣されてきたものの捜査で分かったことは、被害者に共通する点が、比較的最近カールプリンゲンの街に越してきたこと、エッガースが薬物中毒であったこととリューメが学生時代に一時期薬物に手を出していたこと位であった。

## 登場人物
ファン・ミューテレン
マールダム市警察の刑事部長
ミュンスター
マールダム市警察の警視、フェーテレンの部下
バウゼン
カールプリンゲン市警察署長の刑事部長
ベアーテ・メルク
カールプリンゲン市警察警部
クロプケ
カールプリンゲン市警察警部
ハインツ・エッガース
麻薬常習の犯罪者
エルンスト・ジンメル
不動産会社の社長
モーリス・リューメ
カールプリンゲン市の整形外科医